# Pinus halepensis
Il pino d'Aleppo (Pinus halepensis, Mill. 1768) è un pino nativo della zona mediterranea.

## Morfologia

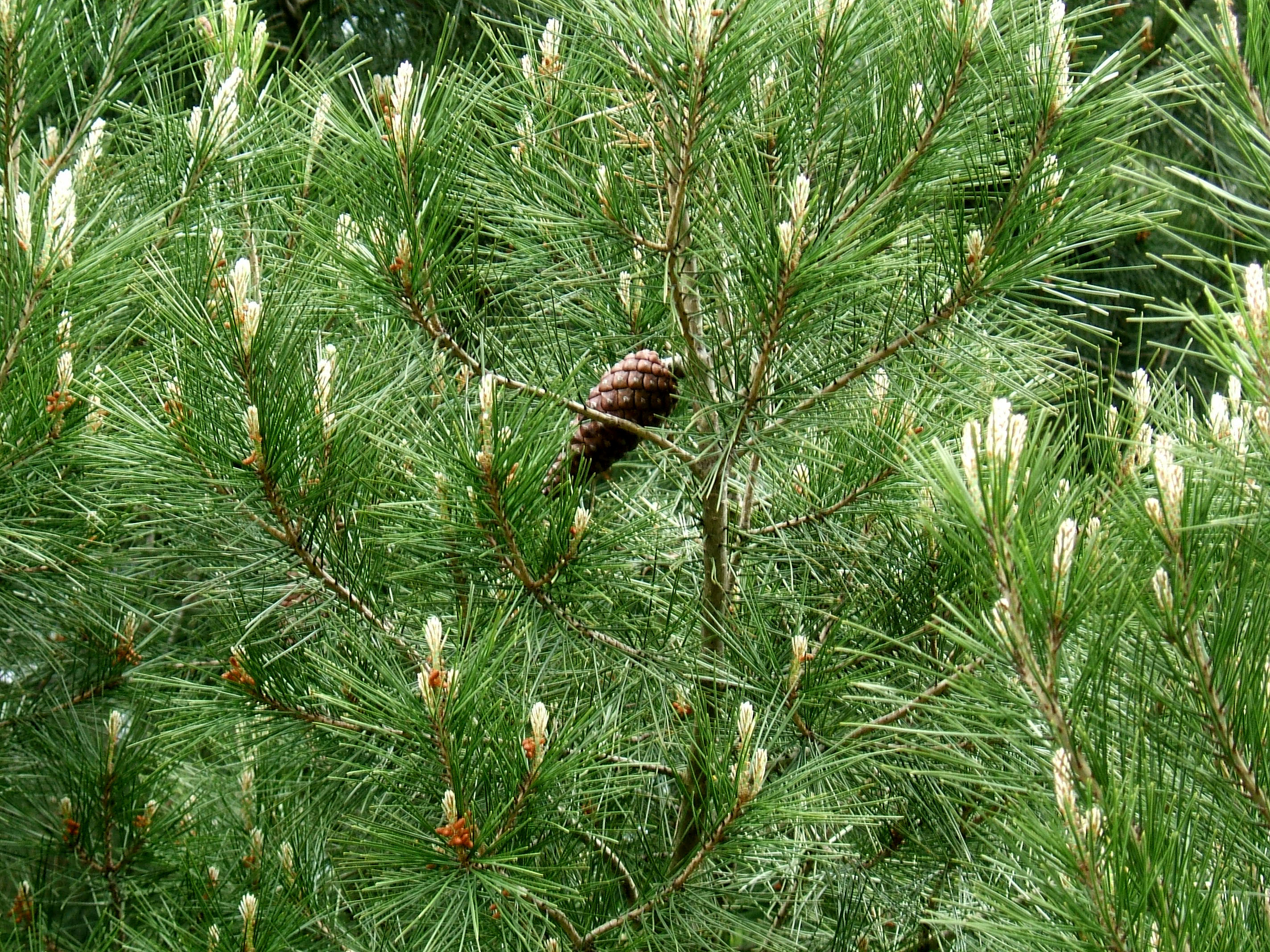
Pinus halepensis

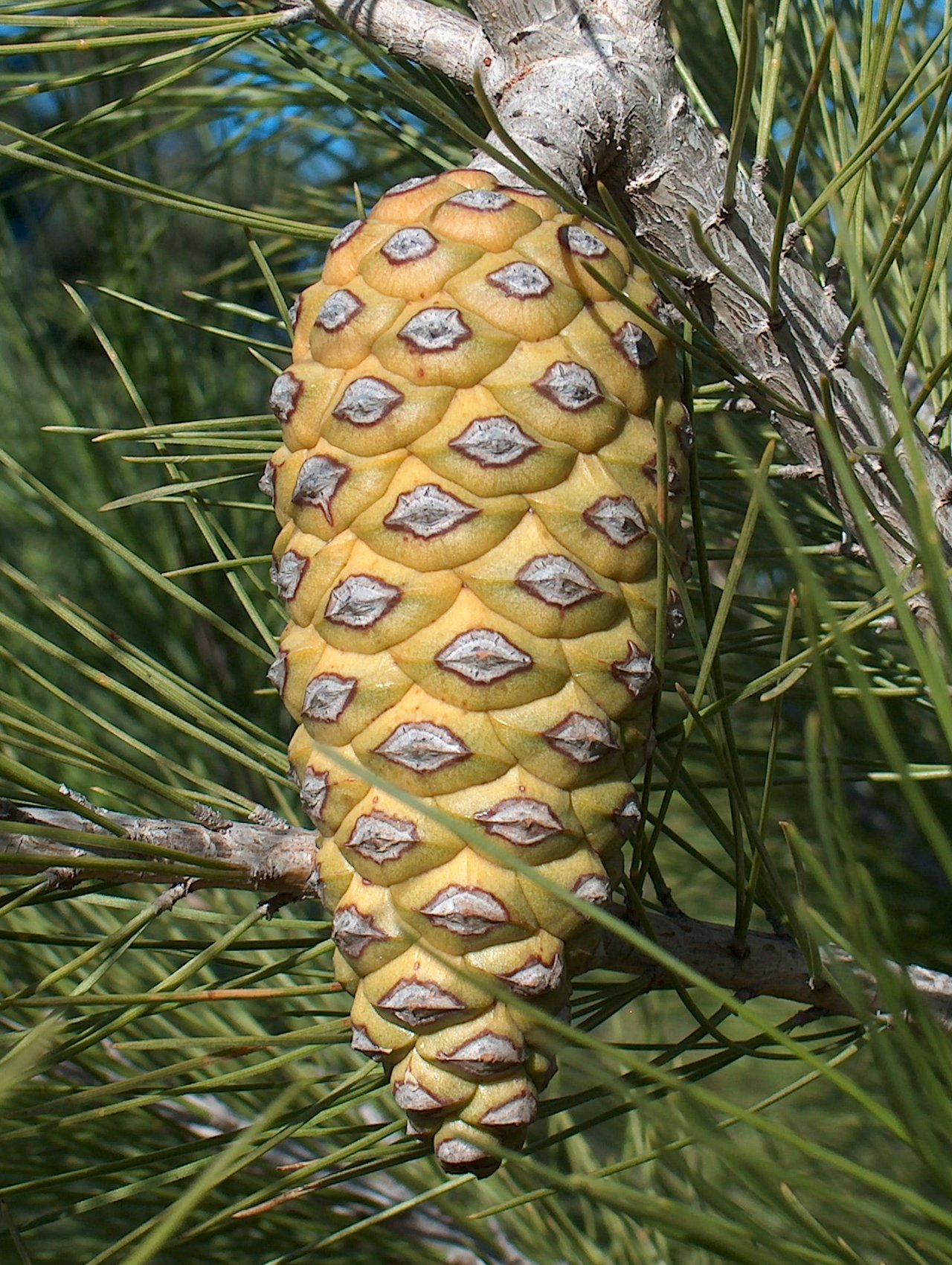
Strobilo

Portamentoramificato fin dal basso con una chioma espansa, vagamente simile al pino domestico e al pino marittimo, ma di aspetto un po' differente e distinguibile da quelli soprattutto per i getti giovani, più radi, chiari e formati da un mazzetto di aghi centrale più stretto abbastanza distinto dagli aghi immediatamente più vecchi. Chioma spesso più ampia in cima che verso la base dell'albero. Può raggiungere i 25 m ma di solito non è più alto di 15 m. Il tronco è di solito intorno ai 60 cm, raramente fino a 1 m.
Cortecciarossastra e spessa verso il basso, più scura e con squame più sottili verso l'alto.
Foglieaghiformi, lunghe 5-10 cm, molto sottili e morbide, riunite in mazzetti di due, di colore verde chiaro.
Fiorimeglio indicati come sporofilli, maturano in marzo-maggio.
- Macrosporofilli: sono rosso-violacei e grandi 1 cm circa, solitari o a gruppetti di 2-3.
- Microsporofilli: sono costituiti da piccoli coni ovoidali di colore giallo e riuniti a spiga.

Strobilidi forma ovale-conica, sono lunghi 5-10 cm e larghi 2-3 cm. Sono verdi in età giovanile e diventano marroni dopo due anni. Contengono dei semi lunghi 5-6 mm, dotati di un'ala di 20 mm. Gli strobili si aprono con lentezza, di solito nel corso di qualche anno, oppure per il calore provocato da un incendio.

## Distribuzione e habitat

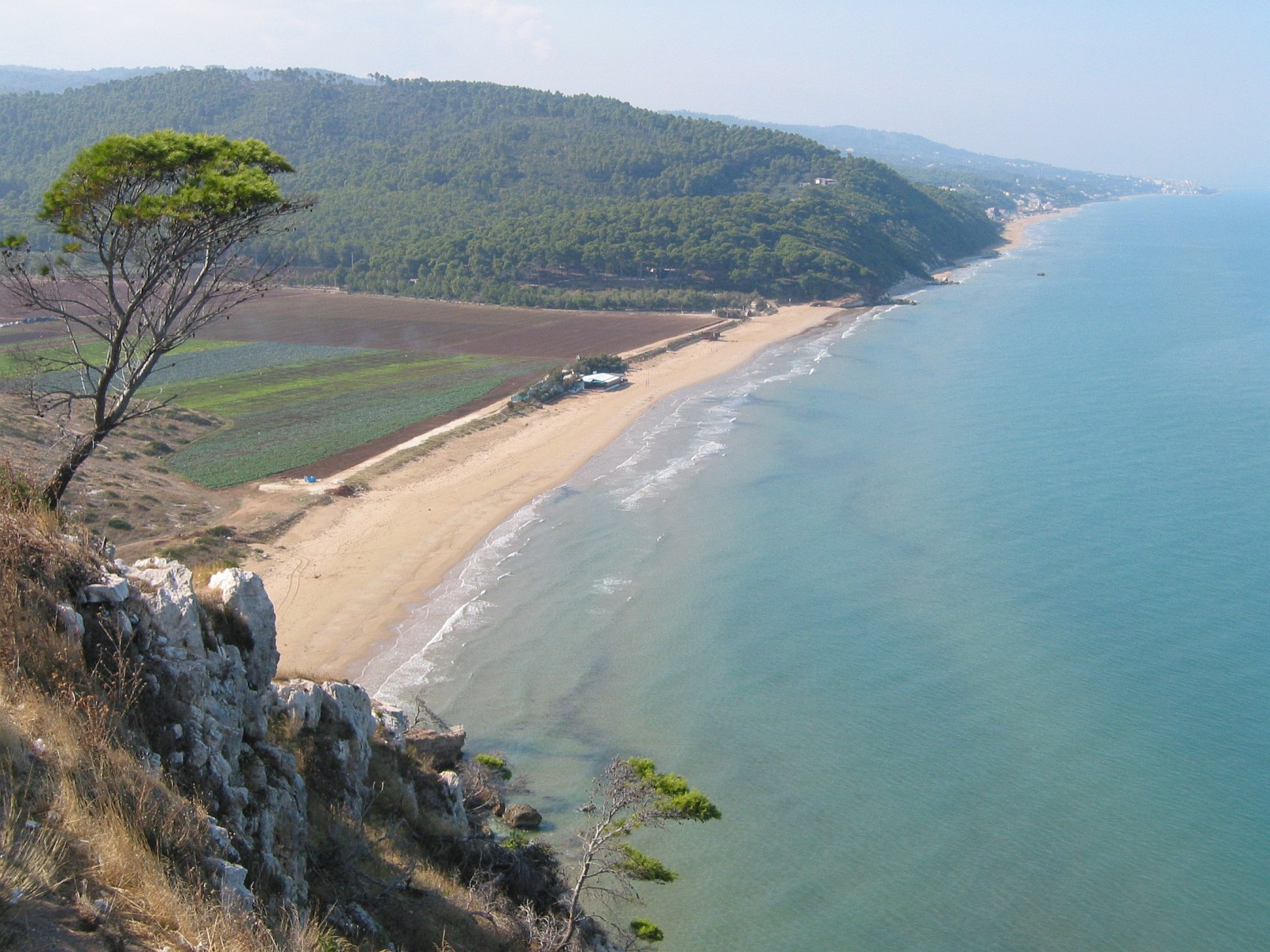
L'imponente Pineta Marzini, sul Gargano presso San Menaio, secolare foresta di pini d'Aleppo.

Specie termofila ed estremamente resistente alla siccità. In natura occupa l'areale più meridionale dei tre pini mediterranei ma si spinge a nord fino nella Francia meridionale, Italia centro-meridionale, Croazia (Istria e Dalmazia), regioni costiere del Montenegro e dell'Albania. Particolarmente frequente in Spagna e Grecia, si trova anche in Marocco, Libia e nei Paesi del Vicino oriente come Siria (da cui il nome Aleppo), Giordania e Israele. Mentre nelle zone più settentrionali si trova sulle coste e fino a 200 m, nelle zone meridionali si trova fino a 1000 m in Spagna meridionale e addirittura a quasi 2000 m sulle montagne del Marocco.
In Italia è una delle specie arboree più numerose, presente in natura nel Parco nazionale del Gargano, nelle zone costiere del centro-sud (in popolazioni relittuali, in ambiente rupestre e calcareo), tipicamente nelle fiumare di detriti grossolani. 

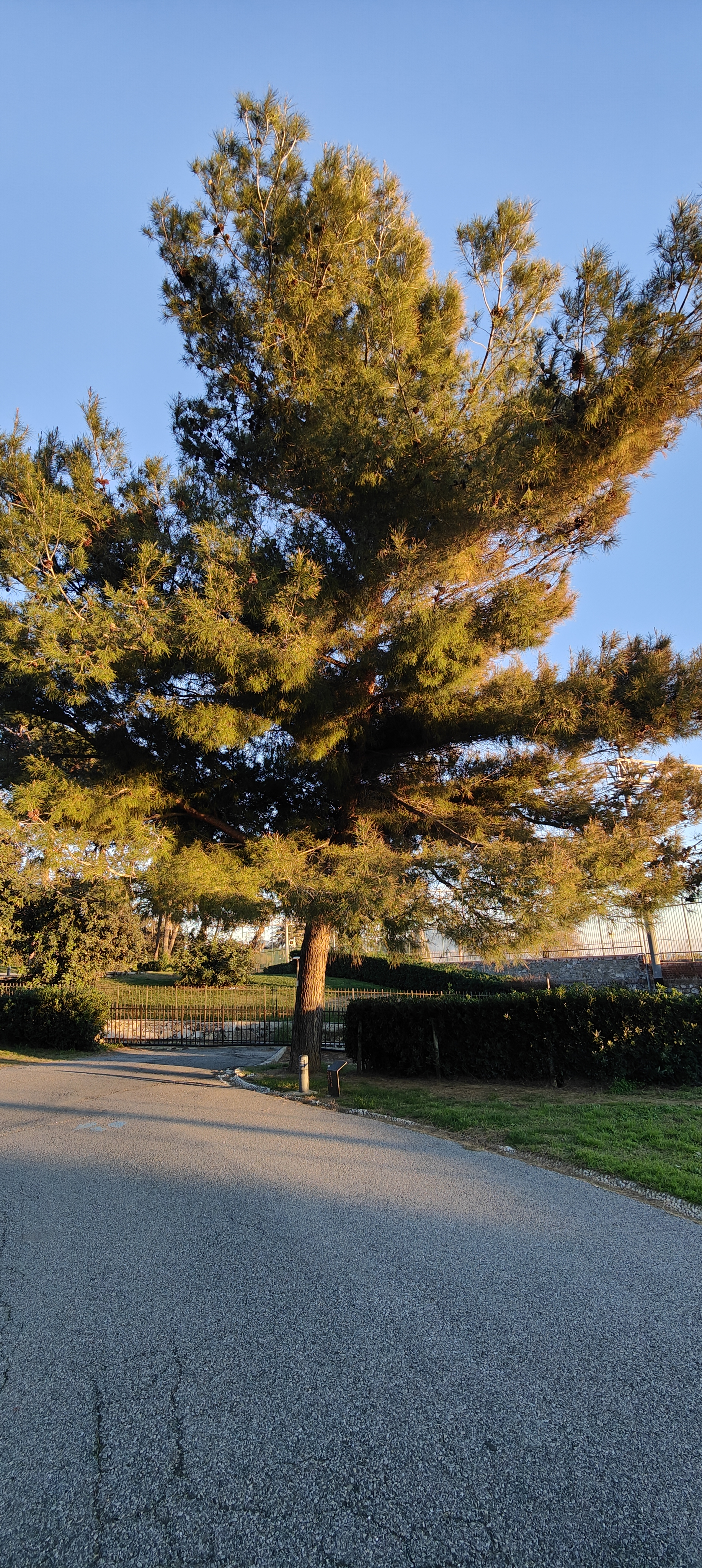
Esemplare di Pino d'Aleppo a Genova Nervi

Si trova anche in alcune aree costiere della Liguria (Balzi Rossi, promontorio della Caprazoppa, Capo Noli, parco di Portofino, Nervi, al Parco Naturale Regionale di Montemarcello-Magra-Vara), all'interno nella bassa valle del fiume Nera, nelle Marche e in Sicilia (Riserva naturale orientata Pino d'Aleppo), sulla costiera triestina (pineta di Santa Croce), nella zona nord occidentale della Sardegna (Alghero, Parco Naturale Regionale di Porto Conte), e nel Sud-Ovest della Sardegna sull'isola di San Pietro e nella località denominata appunto "Porto Pino", nel comune di Sant'Anna Arresi; ma è coltivato anche in altre zone (soprattutto costiere) come specie ornamentale, come nel resto del bacino del Mediterraneo. È coltivato anche in California.

## Classificazione
Il pino d'Aleppo è molto simile al pino calabro (Pinus brutia), al pino delle Canarie (Pinus canariensis) e al pino marittimo (Pinus pinaster). Alcuni autori considerano il pino calabro come una sottospecie del pino d'Aleppo ma di solito è assegnato a una specie distinta. Ha un aspetto estremamente costante in tutto il suo areale.